# نائومی آچو
نائومی آچو با نام اصلی فروه نگوینگ آچو خواننده، رپر و ترانه‌سرای کامرونی است. او با آهنگ الحاجی به شهرت رسید. که در فصل ۸ سریال برادر بزرگ آفریقا به نمایش درآمد. او همچنین به عنوان «ملکه بامندا» در نظر گرفته می‌شود.
نائومی که اهل بامندا، پایتخت منطقه شمال غربی کامرون است، در خانواده ای هشت نفره به دنیا آمد. او آخرین فرزند از شش فرزند است. پدرش دیپلمات سفارت کامرون در لندن و مادرش مربی کودکان دبستانی و دبیرستانی بود.

## آهنگ‌شناسی

### آلبوم چند آهنگه
بدون مرز (۲۰۰۹)

### آلبوم‌ها
- انرژی مثبت (۲۰۱۱)
- زنده باد ملکه (۲۰۱۶)

### تک آهنگ‌ها
- "الهاجی" (۲۰۱۱)
- "Wa Fun Mi Suga" (2012)
- "این زندگی من است" (۲۰۱۳)
- «بدن مشغول» (۲۰۱۵)
- "Gbagbe" با حضور Skales (2016)
- شاهکار "Shower Your Blessings". عفو C (2017)[۳]
- «بیل کلکتور» (۲۰۲۰)